# Задубровка
Заду́бровка (укр. Заду́брівка) — село в Горишнешеровецкой сельской общине Черновицкого района Черновицкой области Украины.
Население по переписи 2001 года составляло 964 человека. Почтовый индекс — 59453. Телефонный код — 3737. Код КОАТУУ — 7321584701.
До 2020 года входило в Заставновский район